# Pohja-Kalliokari
Pohja-Kalliokari är en ö i Finland.   Den ligger i kommunen Kalajoki i den ekonomiska regionen  Ylivieska ekonomiska region  och landskapet Norra Österbotten, i den centrala delen av landet, 500 km norr om huvudstaden Helsingfors. Arean är 0,22 kvadratkilometer.
Terrängen på Pohja-Kalliokari är mycket platt. Den sträcker sig 0,6 kilometer i nord-sydlig riktning, och 0,7 kilometer i öst-västlig riktning.  I omgivningarna runt Pohja-Kalliokari växer i huvudsak blandskog.